# Monasterio de Santa Clara (Tordesillas)
El Real Monasterio de Santa Clara se encuentra situado en la vallisoletana villa de Tordesillas (Castilla y León, España) sobre la cornisa del río Duero, protegido por las antiguas murallas de la ciudad. Se trata de un complejo de dependencias en las que se agrupan en el monasterio de monjas clarisas, más las estancias del antiguo palacio, más los baños árabes.

## Historia
En su origen fue un palacio mudéjar, llamado Pelea de Benimerín, mandado edificar por el rey Alfonso XI hacia 1340 en conmemoración de la batalla del Salado, financiado con el botín obtenido de dicha batalla. Sirvió de residencia a Leonor de Guzmán, favorita de Alfonso XI. Pedro I terminó las obras comenzadas por su padre y lo cedió en 1363 a sus hijas Beatriz e Isabel para que lo convirtieran en un convento. Cuando se fundó el convento hubo que pedir permiso a la diócesis de Palencia, pues la villa perteneció a esa diócesis desde 1059 hasta 1595.
En febrero de 1365, el papa Urbano VI expidió cinco bulas para amparar su fundación. Las primeras treinta dueñas, probablemente monjas clarisas del Real Monasterio de Santa Clara de Astudillo, fundado por María de Padilla, estaban encargadas de rogar por las almas de los familiares difuntos y por la salud del rey. El monasterio recibió varias donaciones y privilegios de la realeza, una de las más grandes fue de Juana Alfonso de Castilla, quien se retiró ahí después de enviudar y cedió sus señoríos de Medina de Rioseco, Tordehumos y Cuenca de Campos.
El monasterio acogió a varias mujeres de la alta nobleza, tales como la mencionada Juana Alfonso de Castilla y su hija Leonor que profesó ahí, así como a la reina viuda Juana Manuel. Dentro de los muros del monasterio vivió Leonor Téllez de Meneses, encerrada ahí por su yerno, el rey Juan I de Castilla en 1384, por conspirar contra él, así como Leonor de Alburquerque, la suegra de Juan II de Castilla, acusada de traición.
En la Navidad de 1808, durante la guerra de la Independencia, el propio Napoleón Bonaparte se alojó en este convento durante la noche del 25 al 26 de diciembre debido a una fuerte nevada. Indultó a tres prisioneros.

## El edificio

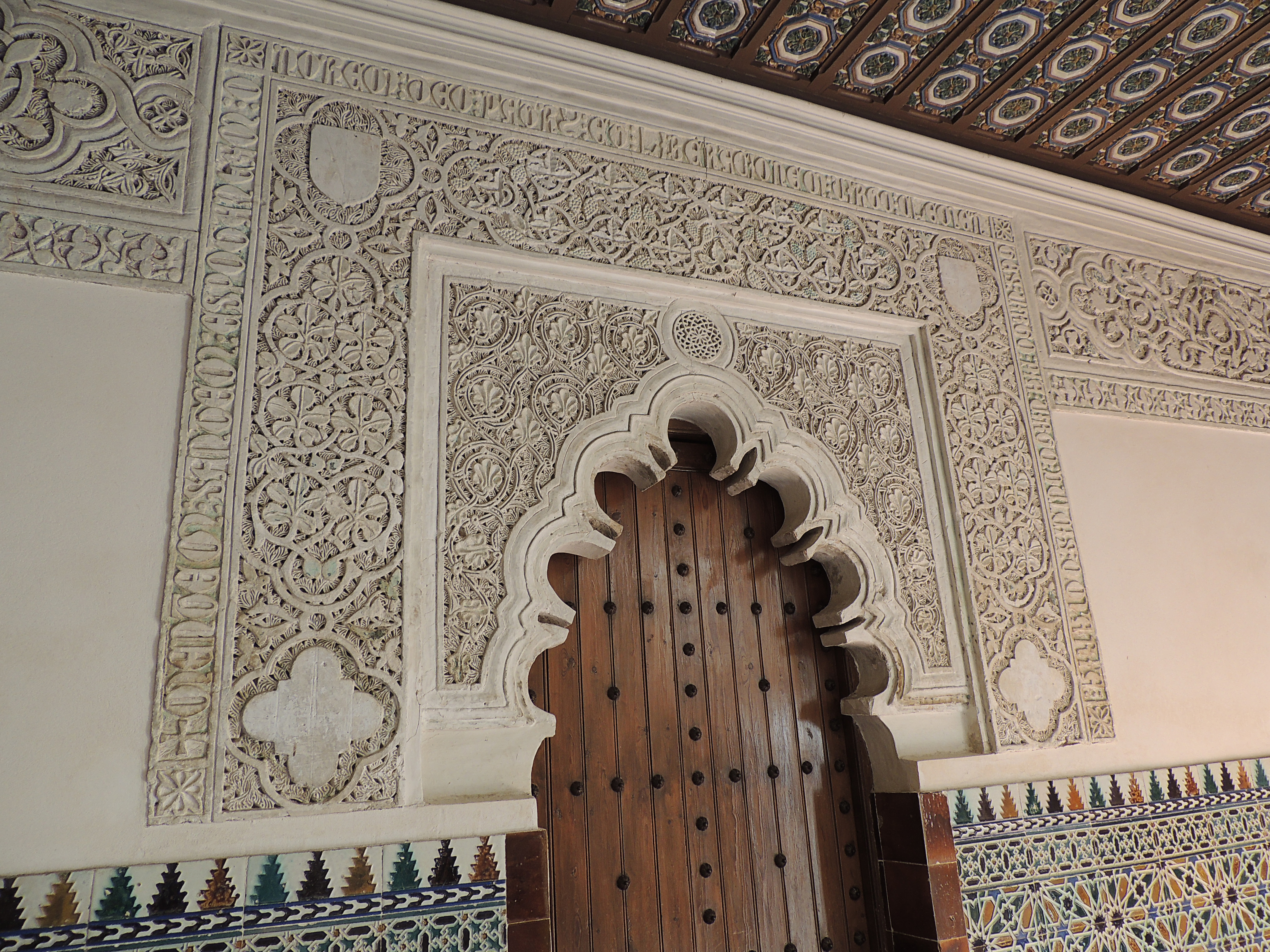
Portada en el patio árabe del monasterio

Se accede al edificio por un patio o compás (se cree que era el antiguo patio de armas del palacio), donde se encuentra la fachada llamada de Alfonso XI, de la que se dice que fue el antecedente de la fachada del Alcázar de Sevilla. En el cuerpo inferior está la puerta con un dintel adovelado y encima una inscripción en caracteres árabes. A ambos lados hay dos lápidas (laudas) cristianas. En una de ellas está escrita la crónica de la Batalla del Salado. La escritura está muy deteriorada, pero se han hecho estudios recientes para conseguir su trascripción. Sobre la puerta hay una ventana con parteluz, de arcos lobulados y sobre ella un rico panel de red en forma de rombos que llega hasta el tejado.
Se entra a la capilla mudéjar. Esta estancia fue en su origen un zaguán. Tiene planta cuadrada y bóveda de crucería en ladrillo, puerta de arcos lobulados y decoración de lacería más inscripciones árabes. Desde aquí se visita el patio mudéjar (o árabe) que tiene arcos lobulados y de herradura cuyas enjutas son de yesería con decoración vegetal. La ornamentación del patio es de imitación musulmana.

### La iglesia

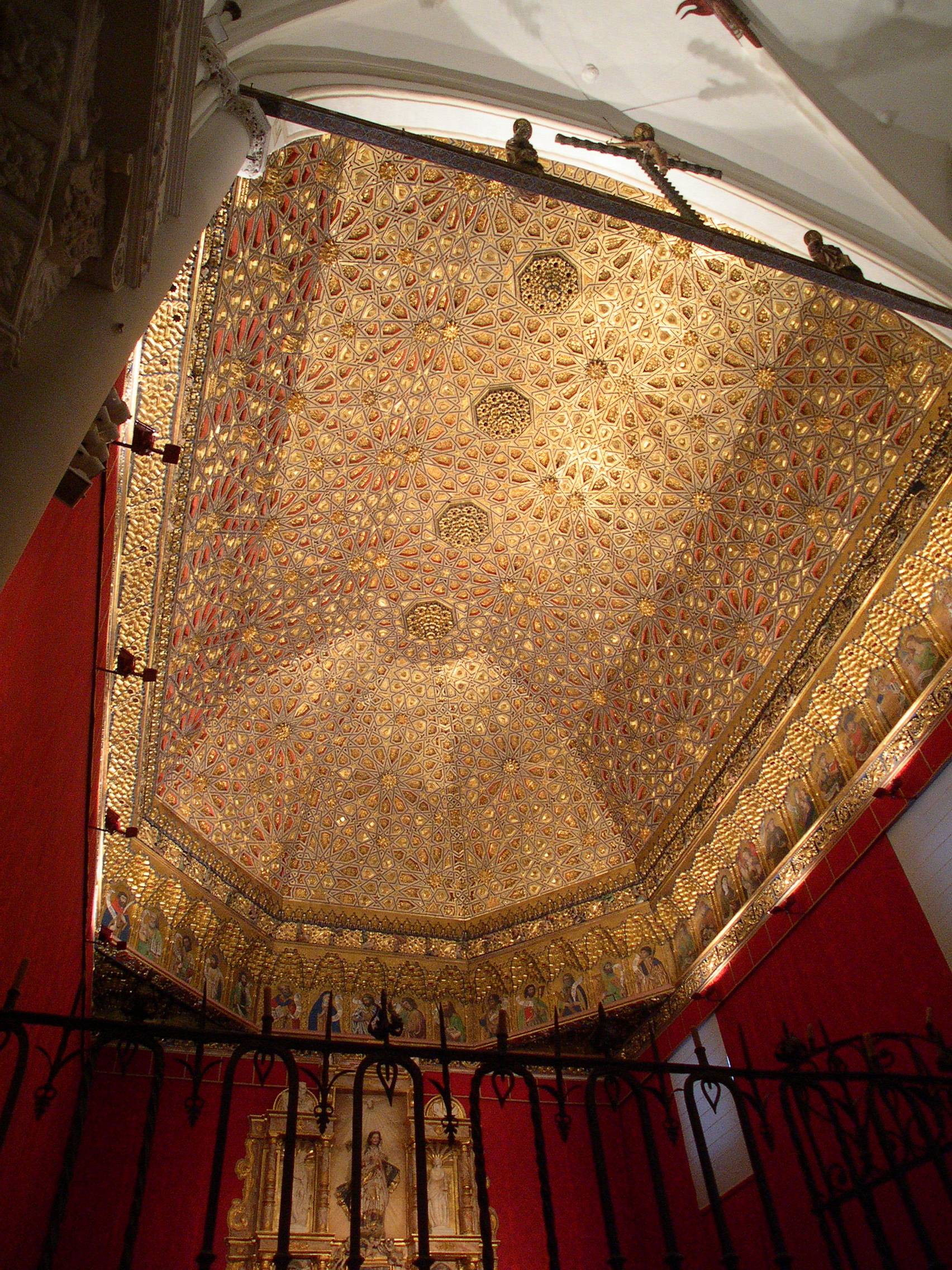
Armadura mudéjar

Gótica de una sola nave con bóvedas de crucería. Construida en piedra y ladrillo. Monumental armadura mudéjar en la capilla mayor, una de las mejores muestras de este arte en España. En el arrocabe o friso decorativo donde descansa la estructura, bellas pinturas góticas representando a Cristo, María y diversos santos. La capilla de los Saldaña es de 1430. Tiene cuatro lucillos en las paredes bajo arcos adornados con gabletes y bellos angrelados. Se cree que la construyeron dos maestros que trabajaron en la catedral de León. Presenta una elegante decoración escultórica y un excepcional retablo en forma de tríptico.
El coro de la comunidad fue el salón principal del palacio. La sillería es del siglo XVII.

### La capilla dorada o salón dorado
En la actualidad no puede verse la ornamentación dorada que tenía la cúpula con adornos de lacería, pues todo lo destruyó un gran incendio. Tiene arquerías ciegas en las paredes. Cúpula de nervios entrecruzados de influencia toledana. Hay interesantes restos de pinturas murales del siglo XIV. La capilla dorada se comunica con el antiguo refectorio donde se conserva el mobiliario y decoración de la última reforma de 1590.

### Claustro o patio del Vergel
Construido en el lugar que ocupaba el llamado "Patio del Vergel" del primitivo palacio. Quedan restos de un arco de yesería policromada, aparecidos en la última restauración. La arquitectura actual es clasicista del siglo XVII, y su autor Francisco de Praves.